# Paweł Cieślik (Radsportler)
Paweł Cieślik (* 12. April 1986 in Poznań) ist ein ehemaliger polnischer Straßenradrennfahrer.

## Sportlicher Werdegang
Paweł Cieślik belegte 2007 bei den Straßen-Radweltmeisterschaften den zwölften Platz im Straßenrennen der U23-Klasse. Im nächsten Jahr wurde er 28. im U23-Straßenrennen. 2010 wurde er bei den nationalen Bergmeisterschaften Zweiter hinter dem Sieger Marek Rutkiewicz. In seinem ersten Jahr dort gewann er die vierte Etappe bei der Slowakei-Rundfahrt, wo er auch Zehnter der Gesamtwertung wurde. Jeweils eine Etappe gewann er bei der Slowakei-Rundfahrt (2011), der Tour of Małopolska (2012) und der Oberösterreich-Rundfahrt (2014). 2014 gewann er zudem den Grand Prix Královehradeckého Kraje. 2016 beendete er die Polen-Rundfahrt als bester Pole. Mit dem Elkov-Author Cycling Team entschied er 2017 das Mannschaftszeitfahren der Czech Cycling Tour für sich.
Nach jeweils einem Jahr bei den Teams CCC Sprandi Polkowice und Wibatech Merx 7R kam Cieślik 2020 zum Voster ATS Team, bei dem er bis 2022 blieb. Weitere zählbare Erfolge gelangen ihm nicht mehr. Beim letzten Rennen seiner Karriere, dem Memoriał Jana Magiery 2022, verpasste er nur knapp einen nochmaligen Sieg. Nach der Saison 2022 beendete er im Alter von 36 Jahren seine Karriere als Radrennfahrer.

## Erfolge
2011
- eine Etappe Slowakei-Rundfahrt

2012
- eine Etappe Tour of Małopolska

2014
- eine Etappe Oberösterreich-Rundfahrt
- Grand Prix Královehradeckého Kraje

2016
- Bester Pole Polen-Rundfahrt

2017
- Mannschaftszeitfahren Czech Cycling Tour

2018
- Bergwertung Bałtyk-Karkonosze Tour